# Cobitis elongata
Cobitis elongata és una espècie de peix de la família dels cobítids i de l'ordre dels cipriniformes.

## Morfologia
- Els mascles poden assolir 16,5 cm de llargària total.[2][3]

## Reproducció
És ovípar.

## Hàbitat
Viu en zones de clima temperat.

## Distribució geogràfica
Es troba a la conca del riu Danubi a Sèrbia i Romania.